# Idéburen organisation
Idéburen organisation är ett begrepp för att beskriva den tredje sektor som befinner sig mellan offentlig sektor och privat sektor, och som varken kan sägas tillhöra den offentliga eller den privata sektorn.
Begreppet inbegriper organisationer med olika associationsform som ideella föreningar, ekonomiska föreningar, stiftelser, trossamfund och aktiebolag med begränsad vinstutdelning.
Organisationer av denna typ brukar i engelskspråkiga länder benämnas "Non governmental organizations" eller NGOs, och "idéburen organisation" kan ses som den svenskspråkiga motsvarigheten till begreppet. Ett nära besläktat begrepp är ideell organisation. Begreppen används ibland felaktigt synonymt, då ideell främst avser volontär verksamhet, medan idéburen är ett bredare begrepp som omfattar många fler organisationsformer, som exempelvis kooperativ och stiftelser.
De idéburna organisationerna kännetecknas av följande:
- De syftar grundläggande till att främja ett värde, en idé
- De syftar inte till direkta privata ekonomiska vinster
- De gynnar allmän- eller medlemsintresset
- De är inte en del av stat/kommuner

## Branschföreträdare
Det finns branschorganisationer som enbart företräder den idéburna sektorn inom olika områden. Några exempel är organisationen Famna som företräder idéburna aktörer inom vård och omsorg, Idéburna skolors riksförbund som företräder idéburna friskolor, samt IV - Idéburen välfärd (fd FSO Fria förskolor) som är branschorganisation för idéburna organisationer och företag inom vård, omsorg och utbildning i Sverige.